# Görögország a 2020. évi nyári olimpiai játékokon
Görögország a japán Tokióban megrendezett 2020. évi nyári olimpiai játékok egyik részt vevő nemzete. Az országot 17 sportágban 83 sportoló képviselte, akik 4 érmet szereztek.

## Érmesek
| Érem  | Név | Sportág   | Versenyszám        |
| ----- | --- | --------- | ------------------ |
| Arany | Sztéfanosz Dúszkosz | Evezés    | Férfi egypárevezős |
| Arany | Miltiádisz Tendóglu | Atlétika  | Férfi távolugrás   |
| Ezüst | Sztilianósz Arjirópulosz Jórgosz Dervíszisz Jánisz Fundúlisz Konsztandínosz Galanídisz Konsztandínosz Jeniduniász Konsztandínosz Gyuvécisz Máriosz Kapócisz Hrisztódulosz Kolómvosz Konsztandínosz Muríkisz Aléxandrosz Papanasztaszíu Dimítrisz Szkumbákisz Ángelosz Vlahópulosz Emanuíl Zerdevász | Vízilabda | Férfi              |
| Bronz | Elefthériosz Petrúniasz | Torna     | Férfi gyűrű        |

## Asztalitenisz
| Versenyző          | Versenyszám | 64-es főtábla    | 48-as főtábla      | 32-es főtábla     | Nyolcaddöntő | Negyeddöntő | Elődöntő | Döntő   | Helyezés |
| ------------------ | ----------- | ---------------- | ------------------ | ----------------- | ------------ | ----------- | -------- | ------- | -------- |
| Panajótisz Gyónisz | Férfi egyes | Peto (SRB) · 4-0 | Száleh (EGY) · 4-1 | Jeong (KOR) · 3-4 | kiesett      | kiesett     | kiesett  | kiesett | 33.      |

## Atlétika
Férfi
| Versenyző                 | Versenyszám     | Előfutam | Előfutam | Előfutam | Elődöntő | Elődöntő | Elődöntő | Döntő   | Döntő    |
| Versenyző                 | Versenyszám     | Idő      | Hely.    | Össz.    | Idő      | Hely.    | Össz.    | Idő     | Helyezés |
| ------------------------- | --------------- | -------- | -------- | -------- | -------- | -------- | -------- | ------- | -------- |
| Konsztandínosz Duvalídisz | 110 m gát       | 13.63    | 7.       | 27.      | kiesett  | kiesett  | kiesett  | kiesett | kiesett  |
| Aléxandrosz Papamihaíl    | 50 km gyaloglás |          |          |          |          |          |          | 4:12:49 | 36       |

| Versenyző                 | Versenyszám   | Selejtező       | Selejtező | Döntő    | Döntő    |
| Versenyző                 | Versenyszám   | Eredmény        | Helyezés  | Eredmény | Helyezés |
| ------------------------- | ------------- | --------------- | --------- | -------- | -------- |
| Miltiádisz Tendóglu       | Távolugrás    | 8.22 m          | 2         | 8,41 m   | Arany    |
| Dimítrisz Ciámisz         | Hármasugrás   | eredmény nélkül | -         | kiesett  | kiesett  |
| Konsztandínosz Filipídisz | Rúdugrás      | 5,50 m          | 22.       | kiesett  | kiesett  |
| Emanuíl Karalísz          | Rúdugrás      | 5,75 m          | 8.        | 5,80 m   | 4.       |
| Mihálisz Anasztaszákisz   | Kalapácsvetés | 73,52 m         | 22.       | kiesett  | kiesett  |
| Hrísztosz Frandzeszkákisz | Kalapácsvetés | 72,19 m         | 25.       | kiesett  | kiesett  |

Női
| Versenyző           | Versenyszám     | Előfutam      | Előfutam      | Előfutam      | Elődöntő | Elődöntő | Elődöntő | Döntő   | Döntő    |
| Versenyző           | Versenyszám     | Idő           | Hely.         | Össz.         | Idő      | Hely.    | Össz.    | Idő     | Helyezés |
| ------------------- | --------------- | ------------- | ------------- | ------------- | -------- | -------- | -------- | ------- | -------- |
| Rafaéla Szpanudáki  | 100 m           | 11.45         | 5.            | 35.           | kiesett  | kiesett  | kiesett  | kiesett | kiesett  |
| Rafaéla Szpanudáki  | 200 m           | 23.16         | 5.            | 22.           | 23.38    | 9.       | 23.      | kiesett | kiesett  |
| Iríni Vaszilíu      | 400 m           | 53.16         | 5.            | 35.           | kiesett  | kiesett  | kiesett  | kiesett | kiesett  |
| Eliszávet Peszirídu | 100 m gát       | nem ért célba | nem ért célba | nem ért célba | kiesett  | kiesett  | kiesett  | kiesett | kiesett  |
| Andigóni Drizmpióti | 20 km gyaloglás |               |               |               |          |          |          | 1:31:24 | 8.       |
| Kiriakí Filtiszáku  | 20 km gyaloglás | 1:36:51       | 29.           |               |          |          |          |         |          |
| Panajóta Cinopúlu   | 20 km gyaloglás | 1:47:19       | 53.           |               |          |          |          |         |          |

| Versenyző               | Versenyszám   | Selejtező | Selejtező | Döntő    | Döntő    |
| Versenyző               | Versenyszám   | Eredmény  | Helyezés  | Eredmény | Helyezés |
| ----------------------- | ------------- | --------- | --------- | -------- | -------- |
| Paraszkeví Papahrísztu  | Hármasugrás   | 12.23 m   | 32.       | kiesett  | kiesett  |
| Eléni-Klaúndia Pólak    | Rúdugrás      | 4.40 m    | 19.       | kiesett  | kiesett  |
| Katerína Sztefanídi     | Rúdugrás      | 4.55 m    | =8.       | 4.80 m   | 4.       |
| Nikoléta Kiriakopúlu    | Rúdugrás      | 4.55 m    | =1.       | 4.55 m   | 8.       |
| Hriszúla Anagnosztopúlu | Diszkoszvetés | 59.18 m   | 19.       | kiesett  | kiesett  |
| Sztamatía Szkarvéli     | Kalapácsvetés | 69.01 m   | 18.       | kiesett  | kiesett  |

## Birkózás
| Versenyző         | Versenyszám             | Nyolcaddöntő         | Negyeddöntő | Elődöntő | Vigaszág elődöntő | Bronz- mérkőzés | Döntő   | Helyezés |
| ----------------- | ----------------------- | -------------------- | ----------- | -------- | ----------------- | --------------- | ------- | -------- |
| Joríkasz Pilídisz | Férfi 65 kg szabadfogás | Gadzhiev (POL) · 0-4 | kiesett     | kiesett  | kiesett           | kiesett         | kiesett | kiesett  |
| María Prevolaráki | Női 53 kg szabadfogás   | Valverde (ECU) · 1-3 | kiesett     | kiesett  | kiesett           | kiesett         | kiesett | kiesett  |

## Cselgáncs
| Versenyző           | Versenyszám     | 32-es főtábla                | Nyolcaddöntő        | Negyeddöntő             | Elődöntő | Vigaszág elődöntő         | Bronz- mérkőzés | Döntő   | Helyezés |
| ------------------- | --------------- | ---------------------------- | ------------------- | ----------------------- | -------- | ------------------------- | --------------- | ------- | -------- |
| Aléxiosz Danacídisz | Férfi váltósúly | Valois-Fortier (CAN) · 00-10 | kiesett             | kiesett                 | kiesett  | kiesett                   | kiesett         | kiesett | kiesett  |
| Eliszávet Telcídu   | Női középsúly   | Szun (CHN) · 01-00           | Pinot (FRA) · 10-00 | Tajmazova (ROC) · 00-01 |          | Scoccimarro (GER) · 00-10 | kiesett         | kiesett | 7.       |

## Evezés
| Versenyző                     | Versenyszám        | Előfutam | Előfutam | Vigaszág | Vigaszág | Negyeddöntő | Negyeddöntő | Elődöntő | Elődöntő | Elődöntő | Döntő | Döntő   | Döntő | Helyezés |
| Versenyző                     | Versenyszám        | Idő      | Hely.    | Idő      | Hely.    | Idő         | Hely.       | Típus    | Idő      | Hely.    | Típus | Idő     | Hely. | Helyezés |
| ----------------------------- | ------------------ | -------- | -------- | -------- | -------- | ----------- | ----------- | -------- | -------- | -------- | ----- | ------- | ----- | -------- |
| Sztéfanosz Dúszkosz           | Férfi egypárevezős | 6:59.49  | 1        |          |          | 7:12.77     | 2           | A/B      | 6:41.61  | 1        | A     | 6:40.45 | 1.    | Arany    |
| Anéta Kirídu                  | Női egypárevezős   | 7:54.28  | 3        | 8:02.19  | 3        | A/B         | 7:40.81     | 6        | B        | 7:36.79  | 4.    | 10.     |       |          |
| Hrisztína Búrmbu María Kirídu | Női kétpárevezős   | 7:33.94  | 5        | 7:28.00  | 1        |             |             | A/B      | 6:48.70  | 1        | A     | 6:57.11 | 5     | 5.       |

## Íjászat
| Versenyző       | Versenyszám | Selejtező | Selejtező | 64-es főtábla   | 32-es főtábla | Nyolcaddöntő | Negyeddöntő | Elődöntő | Döntő   | Helyezés |
| Versenyző       | Versenyszám | Pont      | Kiemelt   | 64-es főtábla   | 32-es főtábla | Nyolcaddöntő | Negyeddöntő | Elődöntő | Döntő   | Helyezés |
| --------------- | ----------- | --------- | --------- | --------------- | ------------- | ------------ | ----------- | -------- | ------- | -------- |
| Evajelía Pszará | Női egyéni  | 630       | 44        | Lin (TPE) · 4-6 | kiesett       | kiesett      | kiesett     | kiesett  | kiesett | 33.      |

## Kerékpározás

##### Országúti kerékpározás
| Versenyző               | Versenyszám         | Idő     | Helyezés |
| ----------------------- | ------------------- | ------- | -------- |
| Polihrónisz Dzordzákisz | Férfi mezőnyverseny | 6:16:53 | 63       |

##### Hegyi-kerékpározás
| Versenyző        | Versenyszám        | Idő       | Helyezés |
| ---------------- | ------------------ | --------- | -------- |
| Periklísz Ilíasz | Férfi terepverseny | lekörözve | 35.      |

##### Pályakerékpározás
| Versenyző            | Versenyszám  | Scratch | Scratch | Tempo verseny | Tempo verseny | Kieséses verseny | Kieséses verseny | Pontverseny | Össz. pont | Hely    |
| Versenyző            | Versenyszám  | Hely    | Pont    | Hely          | Pont          | Hely             | Pont             | Pont        | Össz. pont | Hely    |
| -------------------- | ------------ | ------- | ------- | ------------- | ------------- | ---------------- | ---------------- | ----------- | ---------- | ------- |
| Hrísztosz Volikákisz | Férfi omnium | 17      | 8       | 17            | 8             | 14               | 14               | -20         | kiesett    | kiesett |

## Sportlövészet
| Versenyző             | Versenyszám       | Selejtező | Selejtező | Döntő   | Döntő    |
| Versenyző             | Versenyszám       | Pont      | Helyezés  | Pont    | Helyezés |
| --------------------- | ----------------- | --------- | --------- | ------- | -------- |
| Nikólaosz Mavromátisz | Férfi skeet       | 119       | 20        | kiesett | kiesett  |
| Ána Korakáki          | Női légpisztoly   | 585       | 2         | 157.4   | 6        |
| Ána Korakáki          | Női sportpisztoly | 584       | 6         | 18      | 6        |

## Súlyemelés
| Versenyző            | Versenyszám | Szakítás | Szakítás | Lökés    | Lökés    | Összesen | Helyezés |
| Versenyző            | Versenyszám | Eredmény | Helyezés | Eredmény | Helyezés | Összesen | Helyezés |
| -------------------- | ----------- | -------- | -------- | -------- | -------- | -------- | -------- |
| Thodorísz Jakovídisz | Férfi 96 kg | 156 kg   | =10.     | 182 kg   | 11.      | 338 kg   | 11.      |

## Szinkronúszás
| Sportoló | Versenyszám | Technikai program | Technikai program | Szabadprogram (selejtező) | Szabadprogram (selejtező)     | Szabadprogram (selejtező) | Szabadprogram (döntő) | Szabadprogram (döntő)         | Szabadprogram (döntő) |
| Sportoló | Versenyszám | Pont              | Helyezés          | Pont                      | Összesen (technikai + szabad) | Helyezés                  | Pont                  | Összesen (technikai + szabad) | Helyezés              |
| --- | ----------- | ----------------- | ----------------- | ------------------------- | ----------------------------- | ------------------------- | --------------------- | ----------------------------- | --------------------- |
| Evelína Papázoglu Evangelía Platanióti | Páros       | nem indult        | nem indult        | 88.1667                   | kiesett                       | kiesett                   | kiesett               | kiesett                       | kiesett               |
| María Alzingúzi-Kominéa Eléni Frangáki Krisztalénia Jalamá Pinelópi Karamésziu Andriána Miszíkevic Evelína Papázoglu Evangelía Platanióti Jeorjía Vaszilopúlu Danái Karióri | Csapat      | nem indult        | nem indult        | nem indult                | nem indult                    | nem indult                | nem indult            | nem indult                    | nem indult            |

## Taekwondo
| Versenyző  | Versenyszám    | Nyolcaddöntő         | Negyeddöntő | Elődöntő | Vígaszág                | Bronz- mérkőzés | Döntő   | Hely    |
| ---------- | -------------- | -------------------- | ----------- | -------- | ----------------------- | --------------- | ------- | ------- |
| Faní Dzéli | Női pehelysúly | Minyina (ROC) · 7-15 |             |          | Ben Yessouf (NIG) · 0-2 | kiesett         | kiesett | kiesett |

## Tenisz
| Versenyző                        | Versenyszám  | 64-es főtábla                     | 32-es főtábla              | Nyolcaddöntő                              | Negyeddöntő                      | Elődöntő | Bronz- mérkőzés | Döntő   | Helyezés |
| -------------------------------- | ------------ | --------------------------------- | -------------------------- | ----------------------------------------- | -------------------------------- | -------- | --------------- | ------- | -------- |
| Sztéfanosz Cicipász              | Férfi egyes  | Kohlschreiber (GER) · 6-3;3-6;6-3 | Tiafoe (USA) · 6-3;6-4     | Humbert (FRA) · 6-2;6-7;2-6               | kiesett                          | kiesett  | kiesett         | kiesett | kiesett  |
| María Szákari                    | Női egyes    | Kontaveit (EST) · 7-5;6-2         | Stojanović (SRB) · 6-1;6-2 | Szvitolina (UKR) · 7-5;3-6;4-6            | kiesett                          | kiesett  | kiesett         | kiesett | kiesett  |
| Sztéfanosz CicipászMaría Szákari | Vegyes páros |                                   |                            | Dabrowski/Auger-Aliassime (CAN) · 6-3;6-4 | Barty/Peers (AUS) · 4-6;6-4;6-10 | kiesett  | kiesett         | kiesett | kiesett  |

## Torna
| Versenyző               | Versenyszám | Selejtező | Selejtező | Döntő    | Döntő    |
| Versenyző               | Versenyszám | Pontszám  | Helyezés  | Pontszám | Helyezés |
| ----------------------- | ----------- | --------- | --------- | -------- | -------- |
| Elefthériosz Petrúniasz | Férfi gyűrű | 15.333    | 1         | 15.200   | Bronz    |

## Úszás

###### Férfi
| Versenyző                                                                         | Versenyszám      | Selejtező  | Selejtező  | Selejtező  | Elődöntő | Elődöntő | Elődöntő | Döntő     | Döntő   |
| Versenyző                                                                         | Versenyszám      | Idő        | Hely       | Össz       | Idő      | Hely     | Össz     | Idő       | Hely    |
| --------------------------------------------------------------------------------- | ---------------- | ---------- | ---------- | ---------- | -------- | -------- | -------- | --------- | ------- |
| Apósztolosz Hrísztu                                                               | 100 m hát        | 53.77      | 5.         | 15.        | 53.41    | 5.       | 11.      | kiesett   | kiesett |
| Apósztolosz Hrísztu                                                               | 100 m gyors      | 48.50      | 6.         | 18.        | kiesett  | kiesett  | kiesett  | kiesett   | kiesett |
| Dimítriosz Márkosz                                                                | 200 m gyors      | 1:49.16    | 1.         | 31.        | kiesett  | kiesett  | kiesett  | kiesett   | kiesett |
| Dimítriosz Márkosz                                                                | 800 m gyors      | 7:58.68    | 5.         | 26.        |          |          |          | kiesett   | kiesett |
| Konsztandínosz Englezákisz                                                        | 800 m gyors      | nem indult | nem indult | nem indult | kiesett  | kiesett  |          |           |         |
| Krisztián Golomeéf                                                                | 50 m gyors       | 21.66      | 1.         | 3.         | 21.60    | 2.       | 3.       | 21.72     | 5.      |
| Álkisz Kinigákisz                                                                 | 10 km nyílt vízi |            |            |            |          |          |          | 1:49:29.2 | 5       |
| Andréasz Vazéosz                                                                  | 200 m vegyes     | 1:58.84    | 7.         | 24.        | kiesett  | kiesett  | kiesett  | kiesett   | kiesett |
| Apósztolosz Papasztámosz                                                          | 200 m vegyes     | 2:00.38    | 4.         | 35.        | kiesett  | kiesett  | kiesett  | kiesett   | kiesett |
| Apósztolosz Papasztámosz                                                          | 400 m vegyes     | 4:12.50    | 7.         | 14.        |          |          |          | kiesett   | kiesett |
| Apósztolosz Hrísztu Krisztián Golomeéf Odiszéasz Meladínisz Andréasz Vazéosz      | 4 × 100 m gyors  | 3:15.29    | 8.         | 15.        |          |          |          | kiesett   | kiesett |
| Apósztolosz Hrísztu Evángelosz Makrijiánisz Kósztasz Merecóliasz Andréasz Vazéosz | 4 × 100 m vegyes | 3:36.28    | 6.         | 14.        | kiesett  | kiesett  |          |           |         |

###### Női
| Versenyző     | Versenyszám    | Selejtező | Selejtező | Selejtező | Elődöntő | Elődöntő | Elődöntő | Döntő   | Döntő   |
| Versenyző     | Versenyszám    | Idő       | Hely      | Össz      | Idő      | Hely     | Össz     | Idő     | Hely    |
| ------------- | -------------- | --------- | --------- | --------- | -------- | -------- | -------- | ------- | ------- |
| Ána Dundunáki | 100 m pillangó | 57.75     | 4.        | 13.       | 57.25    | 5.       | 9.       | kiesett | kiesett |

###### Vegyes
| Versenyző                                                             | Versenyszám      | Selejtező | Selejtező | Selejtező | Döntő   | Döntő   |
| Versenyző                                                             | Versenyszám      | Idő       | Hely      | Össz      | Idő     | Hely    |
| --------------------------------------------------------------------- | ---------------- | --------- | --------- | --------- | ------- | ------- |
| Apósztolosz Hrísztu Kósztasz Merecóliasz Ána Dundunáki Theodóra Dráku | 4 × 100 m vegyes | 3:44.77   | 7.        | 11.       | kiesett | kiesett |

## Vitorlázás

###### Férfi
| Versenyző                            | Versenyszám | Futam | Futam | Futam | Futam | Futam | Futam | Futam | Futam | Futam | Futam | Futam | Futam | Futam   | Pontszám | Helyezés |
| Versenyző                            | Versenyszám | 1     | 2     | 3     | 4     | 5     | 6     | 7     | 8     | 9     | 10    | 11    | 12    | É       | Pontszám | Helyezés |
| ------------------------------------ | ----------- | ----- | ----- | ----- | ----- | ----- | ----- | ----- | ----- | ----- | ----- | ----- | ----- | ------- | -------- | -------- |
| Víron Kokalánisz                     | Szörf       | 8     | 17    | 10    | 5     | 26    | 8     | 18    | 19    | 6     | 7     | 8     | 4     | kiesett | 110      | 11       |
| Joánisz Mitákisz                     | Finn dingi  | 4     | 13    | 13    | 6     | 11    | 10    | 11    | 8     | 16    | 18    |       |       | kiesett | 92       | 12       |
| Pávlosz Kajialísz Panajótisz Mándisz | 470         | 5     | 6     | 3     | 20    | 15    | 12    | 8     | 7     | 4     | 6     | 9     | 84    | 8       |          |          |

###### Női
| Versenyző                                | Versenyszám  | Futam | Futam | Futam | Futam | Futam | Futam | Futam | Futam | Futam | Futam | Futam   | Futam | Futam   | Pontszám | Helyezés |
| Versenyző                                | Versenyszám  | 1     | 2     | 3     | 4     | 5     | 6     | 7     | 8     | 9     | 10    | 11      | 12    | É       | Pontszám | Helyezés |
| ---------------------------------------- | ------------ | ----- | ----- | ----- | ----- | ----- | ----- | ----- | ----- | ----- | ----- | ------- | ----- | ------- | -------- | -------- |
| Ekateríni Dívari                         | Szörf        | 19    | 19    | 19    | 20    | 20    | 23    | 15    | 18    | 13    | 19    | 19      | 23    | kiesett | 204      | 19       |
| Vaszilía Karaháliu                       | Laser radial | 2     | 19    | 6     | 1     | 21    | 21    | 9     | 26    | 19    | 8     |         |       | 6       | 112      | 9        |
| Ariádni-Paraszkeví Szpanáki Emilía Culfá | 470          | 14    | 8     | 22    | 17    | 18    | 13    | 2     | 12    | 22    | 9     | kiesett | 114   | 15      |          |          |

## Vívás
| Versenyző        | Versenyszám     | 32-es főtábla      | Nyolcaddöntő | Negyeddöntő | Elődöntő | Bronz- mérkőzés | Döntő   | Helyezés |
| ---------------- | --------------- | ------------------ | ------------ | ----------- | -------- | --------------- | ------- | -------- |
| Theodóra Gundúra | Női egyéni kard | Emúra (JPN) · 8-15 | kiesett      | kiesett     | kiesett  | kiesett         | kiesett | kiesett  |

## Vízilabda
Játékoskeret
| Görög férfi vízilabdacsapat-játékoskeret | Görög férfi vízilabdacsapat-játékoskeret |
| --- | --- |
| - Sztilianósz Arjirópulosz - Jórgosz Dervíszisz - Jánisz Fundúlisz - Konsztandínosz Galanídisz - Konsztandínosz Jeniduniász - Konsztandínosz Gyuvécisz - Máriosz Kapócisz | - Hrisztódulosz Kolómvosz - Konsztandínosz Muríkisz - Aléxandrosz Papanasztaszíu - Dimítrisz Szkumbákisz - Ángelosz Vlahópulosz - Emanuíl Zerdevász |

Eredmények
Csoportkör
| Hely. | Csapat                        | M | Gy | D | V | G+ | G–  | Gk  | P | Továbbjutás |
| ----- | ----------------------------- | - | -- | - | - | -- | --- | --- | - | ----------- |
| 1.    | Görögország (GRE)             | 5 | 4  | 1 | 0 | 68 | 34  | +34 | 9 | Negyeddöntő |
| 2.    | Olaszország (ITA)             | 5 | 3  | 2 | 0 | 60 | 32  | +28 | 8 | Negyeddöntő |
| 3.    | Magyarország (HUN)            | 5 | 3  | 1 | 1 | 64 | 35  | +29 | 7 | Negyeddöntő |
| 4.    | Egyesült Államok (USA)        | 5 | 2  | 0 | 3 | 59 | 53  | +6  | 4 | Negyeddöntő |
| 5.    | Japán (JPN) (R)               | 5 | 1  | 0 | 4 | 65 | 66  | −1  | 2 |             |
| 6.    | Dél-afrikai Köztársaság (RSA) | 5 | 0  | 0 | 5 | 20 | 116 | −96 | 0 |             |

| 2021. július 25. 11:30 (4:30) | Magyarország (HUN)   | 9–10        | Görögország (GRE) | Tokyo Tatsumi International Swimming Center Játékvezetők: Michiel Zwart (NED), Vojin Putniković (SRB) |
| 2021. július 25. 11:30 (4:30) | (3–2, 3–4, 2–3, 1–1) |             |                   | Tokyo Tatsumi International Swimming Center Játékvezetők: Michiel Zwart (NED), Vojin Putniković (SRB) |
| 2021. július 25. 11:30 (4:30) | Erdélyi, Varga 3     | Jegyzőkönyv | Fundúlisz 3       | Tokyo Tatsumi International Swimming Center Játékvezetők: Michiel Zwart (NED), Vojin Putniković (SRB) |

| 2021. július 27. 15:30 (8:30) | Olaszország (ITA)    | 6–6         | Görögország (GRE) | Tokyo Tatsumi International Swimming Center Játékvezetők: Xevi Buch (ESP), Stanko Ivanovski (MNE) |
| 2021. július 27. 15:30 (8:30) | (1–1, 1–1, 0–4, 4–0) |             |                   | Tokyo Tatsumi International Swimming Center Játékvezetők: Xevi Buch (ESP), Stanko Ivanovski (MNE) |
| 2021. július 27. 15:30 (8:30) | Aicardi, Figlioli 2  | Jegyzőkönyv | hat játékos 1     | Tokyo Tatsumi International Swimming Center Játékvezetők: Xevi Buch (ESP), Stanko Ivanovski (MNE) |

| 2021. július 29. 18:20 (11:20) | Görögország (GRE)       | 10–9        | Japán (JPN) | Tokyo Tatsumi International Swimming Center Játékvezetők: Adrian Alexandrescu (ROU), Vojin Putniković (SRB) |
| 2021. július 29. 18:20 (11:20) | (1–1, 4–4, 2–1, 3–3)    |             |             | Tokyo Tatsumi International Swimming Center Játékvezetők: Adrian Alexandrescu (ROU), Vojin Putniković (SRB) |
| 2021. július 29. 18:20 (11:20) | Kapócisz, Jenidúniasz 3 | Jegyzőkönyv | Adacsi 3    | Tokyo Tatsumi International Swimming Center Játékvezetők: Adrian Alexandrescu (ROU), Vojin Putniković (SRB) |

| 2021. július 31. 19:50 (12:50) | Dél-afrikai Köztársaság (RSA) | 5–28        | Görögország (GRE) | Tokyo Tatsumi International Swimming Center Játékvezetők: John Waldow (NZL), Zhang Liang (CHN) |
| 2021. július 31. 19:50 (12:50) | (1–7, 2–5, 1–7, 1–9)          |             |                   | Tokyo Tatsumi International Swimming Center Játékvezetők: John Waldow (NZL), Zhang Liang (CHN) |
| 2021. július 31. 19:50 (12:50) | Stone 2                       | Jegyzőkönyv | Fundúlisz 5       | Tokyo Tatsumi International Swimming Center Játékvezetők: John Waldow (NZL), Zhang Liang (CHN) |

| 2021. augusztus 2. 11:30 (4:30) | Görögország (GRE)    | 14–5        | Egyesült Államok (USA) | Tokyo Tatsumi International Swimming Center Játékvezetők: Adrian Alexandrescu (ROU), Michiel Zwart (NED) |
| 2021. augusztus 2. 11:30 (4:30) | (4–1, 2–2, 5–2, 3–0) |             |                        | Tokyo Tatsumi International Swimming Center Játékvezetők: Adrian Alexandrescu (ROU), Michiel Zwart (NED) |
| 2021. augusztus 2. 11:30 (4:30) | Jenidúniasz 5        | Jegyzőkönyv | Obert 2                | Tokyo Tatsumi International Swimming Center Játékvezetők: Adrian Alexandrescu (ROU), Michiel Zwart (NED) |

Negyeddöntő
| 2021. augusztus 4. 15:30 (8:30) | Görögország (GRE)    | 10–4        | Montenegró (MNE) | Tokyo Tatsumi International Swimming Center Játékvezetők: Adrian Alexandrescu (ROU), Alessandro Severo (ITA) |
| 2021. augusztus 4. 15:30 (8:30) | (1–0, 2–1, 3–1, 4–2) |             |                  | Tokyo Tatsumi International Swimming Center Játékvezetők: Adrian Alexandrescu (ROU), Alessandro Severo (ITA) |
| 2021. augusztus 4. 15:30 (8:30) | Jenidúniasz 5        | Jegyzőkönyv | Ivović 2         | Tokyo Tatsumi International Swimming Center Játékvezetők: Adrian Alexandrescu (ROU), Alessandro Severo (ITA) |

Elődöntő
| 2021. augusztus 6. 15:30 (8:30) | Görögország (GRE)    | 9–6         | Magyarország (HUN) | Tokyo Tatsumi International Swimming Center Játékvezetők: Michael Goldenberg (USA), Arkadii Voevodin (RUS) |
| 2021. augusztus 6. 15:30 (8:30) | (2–1, 1–1, 2–2, 4–2) |             |                    | Tokyo Tatsumi International Swimming Center Játékvezetők: Michael Goldenberg (USA), Arkadii Voevodin (RUS) |
| 2021. augusztus 6. 15:30 (8:30) | Arjirópulosz 4       | Jegyzőkönyv | Manhercz 2         | Tokyo Tatsumi International Swimming Center Játékvezetők: Michael Goldenberg (USA), Arkadii Voevodin (RUS) |

Döntő
| 2021. augusztus 8. 16:30 (9:30) | Görögország (GRE)    | 10–13       | Szerbia (SRB)   | Tokyo Tatsumi International Swimming Center Játékvezetők: Michael Goldenberg (USA), Xevi Buch (ESP) |
| 2021. augusztus 8. 16:30 (9:30) | (3–6, 4–2, 2–2, 1–3) |             |                 | Tokyo Tatsumi International Swimming Center Játékvezetők: Michael Goldenberg (USA), Xevi Buch (ESP) |
| 2021. augusztus 8. 16:30 (9:30) | három játékos 2      | Jegyzőkönyv | három játékos 3 | Tokyo Tatsumi International Swimming Center Játékvezetők: Michael Goldenberg (USA), Xevi Buch (ESP) |